# Abdul Nurudeen
Abdul Manaf Nurudeen, né le 8 février 1999 à Accra au Ghana, est un footballeur international ghanéen qui joue au poste de gardien de but au KAS Eupen.

## Biographie

### Carrière en club
Né à Accra au Ghana, Abdul Manaf Nurudeen est formé par le KAS Eupen après un passage par leur académie au Sénégal. Il joue son premier match avec l'équipe première du club belge le 7 novembre 2020, à l'occasion d'une rencontre de championnat de Belgique contre le KSK Beveren. Il est titulaire lors du match nul 1-1 de son équipe.

### Carrière en sélection
En septembre 2021, Abdul Manaf Nurudeen est convoqué pour la première fois avec l'équipe nationale du Ghana. Il honore sa première sélection le 5 janvier 2022, à l'occasion d'un match amicla contre l'Algérie. Il est titulaire lors de la défaite 3-1 de son équipe.
Le 4 novembre 2022, Abdul Manaf Nurudeen est sélectionné par Otto Addo dans le groupe préliminaire du Ghana pour la Coupe du monde 2022,,.
Le 14 novembre 2022, il est sélectionné par Otto Addo pour participer à la Coupe du monde 2022.